# João Rego
João Pedro Seno Luís Rego (Ourique, 20 de junio de 2005) es un futbolista portugués que juega de centrocampista en el S. L. Benfica de la Primeira Liga.

## Trayectoria
Es canterano del Ourique D. C., antes de pasar a la cantera del S. L. Benfica en 2018. El 18 de febrero de 2021 firmó su primer contrato profesional con el Benfica a la edad de 16 años. El 8 de mayo de 2023 prolongó su contrato con el club y ascendió a sus reservas. Debutó como profesional con el S. L. Benfica "B" como suplente de última hora en un partido de la Segunda División de Portugal contra el Leixões S. C. (1-1) el 3 de septiembre de 2023. El 27 de septiembre de 2023 firmó su primer contrato profesional con el Benfica hasta 2028.

## Selección nacional
Es internacional juvenil con Portugal. Ha jugado hasta la sub-19 de Portugal.

## Estadísticas

### Clubes
Actualizado al último partido disputado el 3 de noviembre de 2024.
| Club                       | Div.          | Temporada     | Liga  | Liga  | Liga   | Copas nacionales | Copas nacionales | Copas nacionales | Copas internacionales | Copas internacionales | Copas internacionales | Total | Total | Total  |
| Club                       | Div.          | Temporada     | Part. | Goles | Asist. | Part.            | Goles            | Asist.           | Part.                 | Goles                 | Asist.                | Part. | Goles | Asist. |
| -------------------------- | ------------- | ------------- | ----- | ----- | ------ | ---------------- | ---------------- | ---------------- | --------------------- | --------------------- | --------------------- | ----- | ----- | ------ |
| S. L. Benfica "B" Portugal | 2.ª           | 2023-24       | 26    | 2     | 3      | —                | —                | —                | —                     | —                     | —                     | 26    | 2     | 3      |
| S. L. Benfica "B" Portugal | 2.ª           | 2024-25       | 8     | 1     | 2      | —                | —                | —                | —                     | —                     | —                     | 8     | 1     | 2      |
| S. L. Benfica "B" Portugal | Total club    | Total club    | 34    | 3     | 5      | 0                | 0                | 0                | 0                     | 0                     | 0                     | 34    | 3     | 5      |
| S. L. Benfica Portugal     | 1.ª           | 2023-24       | 1     | 0     | 0      | —                | —                | —                | —                     | —                     | —                     | 1     | 0     | 0      |
| S. L. Benfica Portugal     | 1.ª           | 2024-25       | 1     | 0     | 0      | 1                | 0                | 0                | 0                     | 0                     | 0                     | 2     | 0     | 0      |
| S. L. Benfica Portugal     | Total club    | Total club    | 2     | 0     | 0      | 1                | 0                | 0                | 0                     | 0                     | 0                     | 3     | 0     | 0      |
| Total carrera              | Total carrera | Total carrera | 36    | 3     | 5      | 1                | 0                | 0                | 0                     | 0                     | 0                     | 37    | 3     | 5      |

## Palmarés

### Títulos nacionales
| Título                      | Club          | País     | Año  |
| --------------------------- | ------------- | -------- | ---- |
| Copa de la Liga de Portugal | S. L. Benfica | Portugal | 2025 |